# Váckisújfalu
Váckisújfalu é um município da Hungria, situado no condado de Peste. Tem 10,7 km² de área e sua população em 2015 foi estimada em 444 habitantes.